# Örnen-klass
Örnen-klass var en klass av torpedkryssare i svenska flottan. Klassen bestod av fem fartyg; Örnen, Claes Horn, Jacob Bagge, Psilander och Claes Uggla. Deras bestyckning bestod ursprungligen av två 12 cm kanoner, fyra 57 mm antitorpedbåtskanoner och en 38 cm undervattenstorpedtub. Fartygen byggdes alla på svenska varv åren 1896-99 och levererades mellan 1896 och 1900. 
Samtliga av kryssarna deltog i den svenska neutralitetsvakten under Första världskriget 1914-18. Claes Uggla gick på grund 1917 medan Claes Horn och Psilander utrangerades 1923 respektive 1937. De två kvarvarande moderniserades under 1930-talet och tjänstgjorde fram till 1947 då också de utrangerades. Örnen sänktes som skjutmål 1950 medan Jacob Bagge skrotades i Karlskrona året efter. 

## Bakgrund och tillkomst
Under 1880-talet var torpedkryssaren en fartygstyp som fanns i ett flertal europeiska örlogsflottor. Dessa fartyg var huvudsakligen avsedda för försvar mot fientliga torpedbåtar men kunde också användas för att leda egna torpedbåtsflottiljer. Deras bestyckning bestod i regel av medelsvårt artilleri med 12-15 cm kaliber samt torpedtuber.

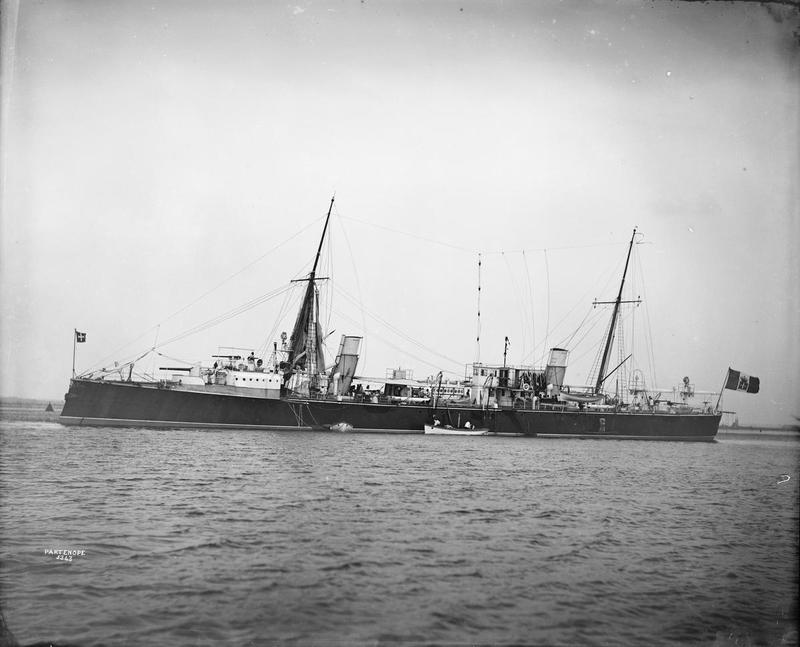
Den italienska torpedkryssaren Partenope, sjösatt 1889.

Frågan om tillförandet av liknande fartyg till svenska flottan togs först upp av 1879 års sjöförsvarsutredning, men det skulle dröja till 1892 innan man kom fram till några  resultat. Den sjökrigsmaterielkommitté som tillsattes samma år framhöll behovet av en fartygstyp lämpad för spaningsverksamhet i kustområden och skärgårdar samt torpedbåtsbekämpning.
Under 1895 års riksdag beviljades medel till ett fartyg av den föreslagna typen som avsågs att få namnet Örn, men sedan den norska flottan givit samma namn åt en torpedbåt fick det ändras till Örnen. 1896 anslogs pengar till två systerfartyg och 1897 till ytterligare två. De båda förstnämnda skulle ursprungligen heta Ejdern och Tärnan, men döptes om genom ett beslut på hösten 1897. Man hade bestämt sig för att hedra historiska svenska sjömilitärer, och fartygen fick därför namnen Claes Horn och Jacob Bagge. Dessa hade varit framgångsrika amiraler under nordiska sjuårskriget 1563-70. De två sista fartygen erhöll namnen Psilander och Claes Uggla, den förste känd från för sin insats mot engelska flottan under slaget Oford-ness år 1704, den andre en skicklig befälhavare på Karl XI:s tid som omkom i sjöslaget vid Ölands södra udde 1676.

## Utformning

### Skrov
Örnen var 67,17 meter lång och 8,14 meter bred i vattenlinjen medan djupgåendet uppgick till 3,2 meter. Psilander och Claes Uggla var något längre, huvudsakligen för att inrymma det ökade antalet pannor. Skrovet var indelat i sju vattentäta avdelningar som tillsammans med ett 12-19 mm tjock pansardäck av nickelstål gav skydd åt fartygens maskinutrymmen och ammunitionsdurkar. Manövertorn och huvudartilleri skyddades av 40 mm tjockt pansar.

### Maskineri

Animation av en förenklad trippelexpansionsmaskin (trefas kompoundångmaskin). Ånga under högt tryck (rött) leds in från ångpannan och passerar genom cylindrarna och går ut som ånga under lågt tryck (blått) till kondensatorn.

Propellermaskineriet på Örnen, Claes Horn och Jacob Bagge utgjordes av fyra cylinderångpannor i två eldrum som genererade ånga med 12 kilos tryck till två trecylindriga trippelexpansionsmaskiner från Motala verkstad. Fartygens styrmaskineri var ångdrivet och inköptes från Storbritannien. Det var placerat under vattenlinjen längst akterut för att få bästa möjliga skydd.
Maskinerna låg i var sitt maskinrum och hade liggande cylindrar för att få plats under pansardäcket. De drev varsin propeller utan utväxling. Maskineriet angav en samlad effekt på 4 000 indikerade hästkrafter (ihk) vilket gav en maxfart på 20,2 knop. Psilander och Claes Uggla fick åtta ångpannor istället för fyra. Dessa var av Yarrow vattenrörstyp och var modernare och lättare än systerfartygens eldrörspannor. De nya pannorna kunde också generera ett högre ångtryck på 13 kg och medgav en kortare tid för påeldning (uppvärmning och upptagning av ångtryck). Maskinstyrkan ökade därmed till 2 500 hästkrafter.
Ångpannorna eldades med kol. Förrådet ombord på Örnen, Claes Horn och Jacob Bagge rymde cirka 100 ton, vilket medgav en förflyttning med 17 knop under 40 timmar, det vill säga nära 700 nautiska mil eller sträckan Stockholm-Sankt Petersburg tur och retur. Vid bunkring av kol deltog hela besättningen. Man kolade för hand med ganska primitiva metoder. Kolen hissades upp på däck i "bask" (korgar) från pråmar eller kaj för att sedan störtas ned i boxarna.

### Bestyckning

#### Artilleri
I förhållande till sin storlek förde fartygen en ganska kraftig artilleribestyckning. Huvudbatteriet bestod av två snabbskjutande 12 cm kanoner m/1894 bakom plåtsköldar, den ena i fören och den andra i aktern. 12 cm kanonerna hade en relativt hög eldhastighet på 8–10 skott per minut. Skottvidden uppskattades till cirka 6 000 meter. Till skydd mot torpedbåtar fanns fyra 57 mm kanoner m/1889 i utskjutande plattformar, så kallade tamburer, i skrovet i höjd med huvuddäck. Deras eldhastighet var 35 skott per minut och projektilerna vägde 2 kg. Kanonernas maximala räckvidd var drygt 5 000 meter.

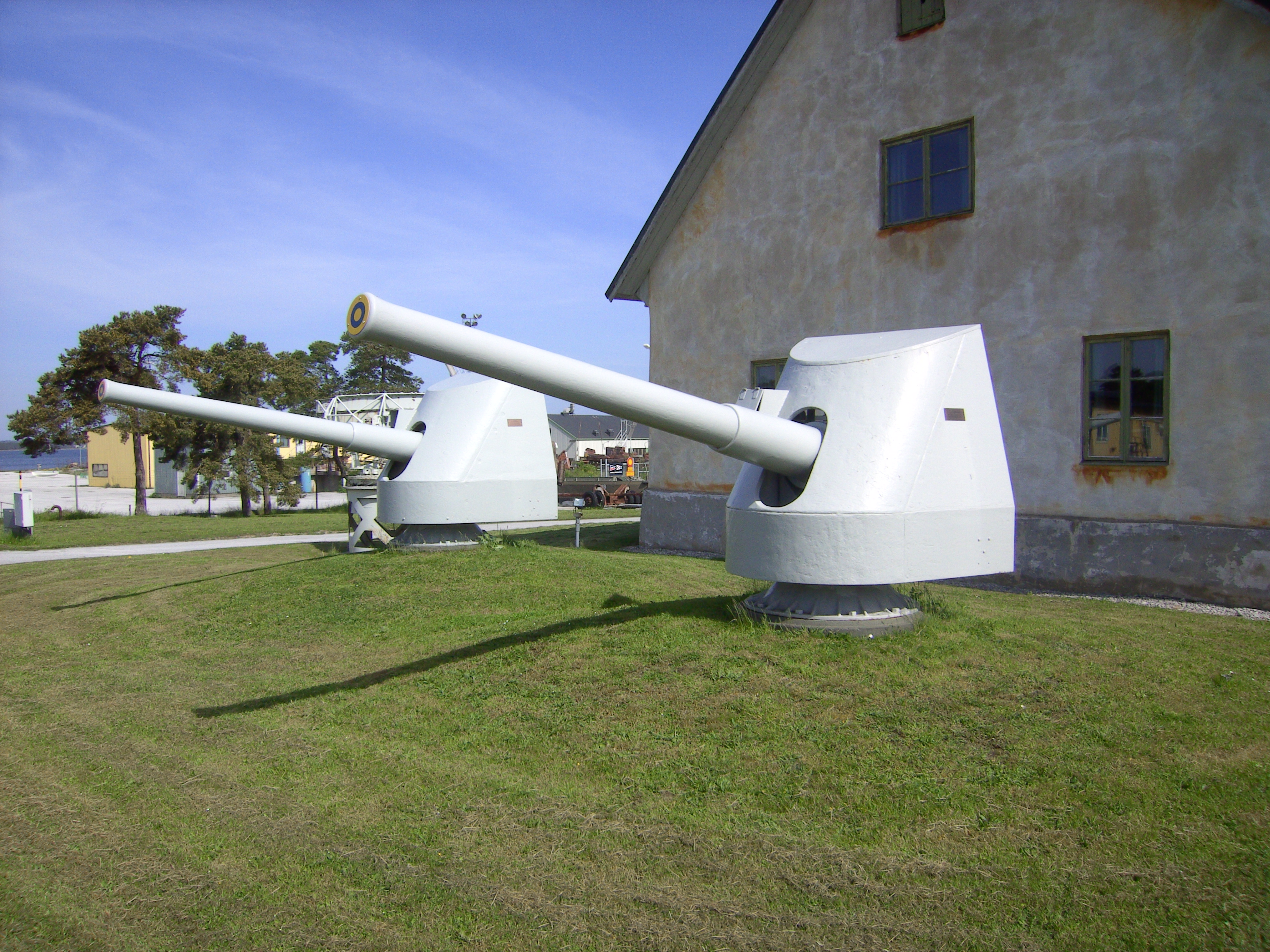
Två 12 cm kanoner m/94 utanför Gotlands kustartilleriregementes kasern i Fårösund.
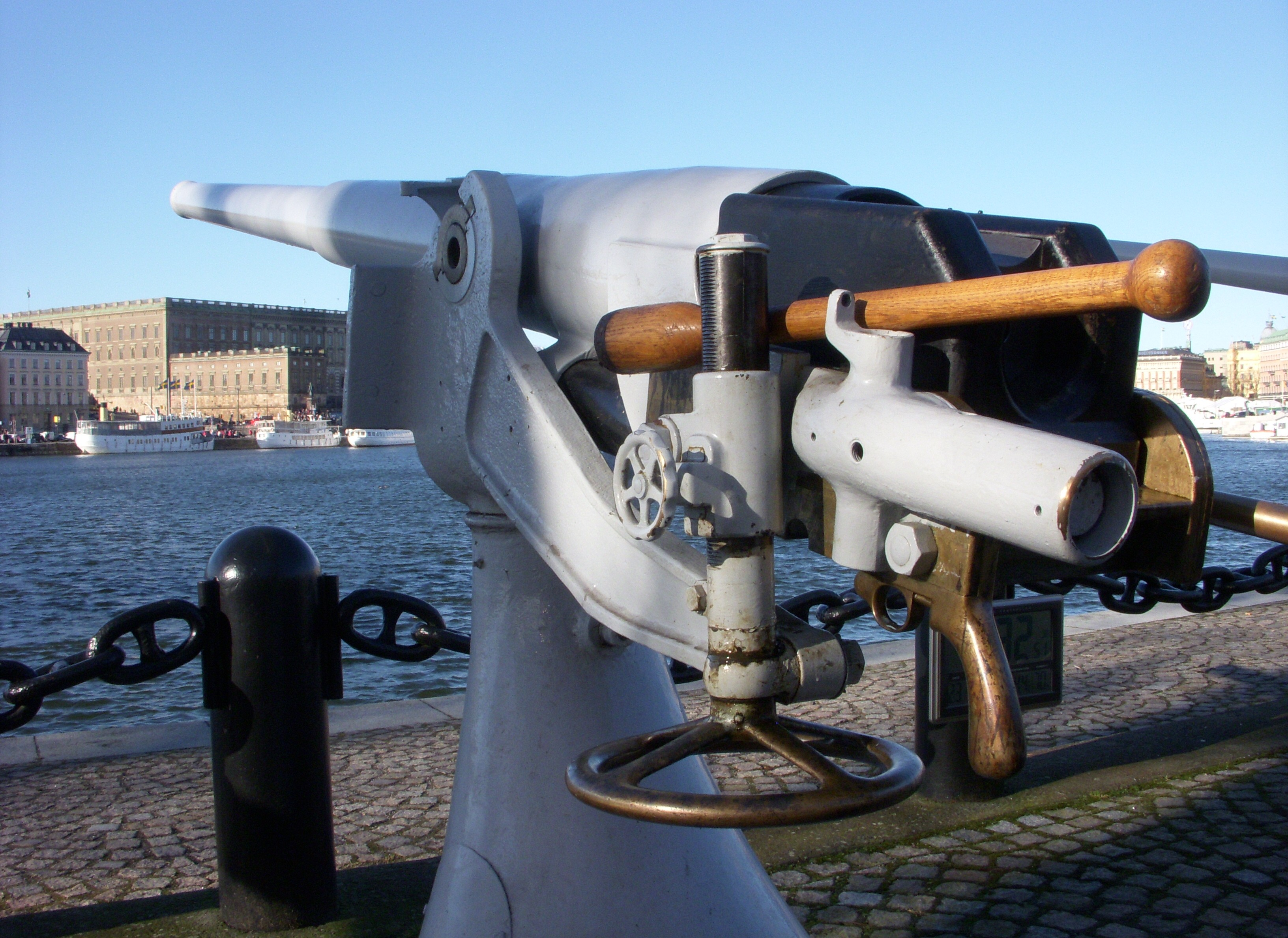
57 mm kanon m/89 på Skeppsholmen i Stockholm.

#### Torpeder
Torpedbestyckningen utgjordes av en fast 38,1 cm undervattenstub i förstäven under vattenlinjen. Torpedrummet intill tuben hade plats för två torpeder. Deras räckvidd var 800 meter och farten 24 knop.

## Moderniseringar och utrangering
Claes Uggla strandade den 22 juni 1917 vid Ulvöarna utanför Örnsköldsvik och såldes för bärgning året därpå. Claes Horn slets hårt under första världskrigets neutralitetsvakt och utrangerades 1923. Psilander degraderades samma år till skolfartyg och användes 1933-35 som utbildningsfartyg för kadetter. Hon utrangerades redan 1937 och utnyttjades en tid som målfartyg. Den 3 augusti 1939 sänktes hon vid torpedprov av en 45 cm jagartorped. Örnen och Jacob Bagge fick de längsta livstiderna. I slutet av 1920-talet togs torpedtuberna i stävarna bort och 1939 försågs båda fartygen med minräls för sammanlagt tolv minor.  Åren 1940-41 genomgick Örnen en större ombyggnad då 12 cm pjäserna moderniserades och 57 mm kanonerna byttes ut mot fyra dubbla 25 mm luftvärnskanoner m/1932 och två 20 mm luftvärnskanoner m/1940. År 1927 byggdes Jacob Bagge om till flygdepåfartyg. För att kunna hysa ett sjöflygplan avlägsnades den aktra 12 cm kanonen. 1941 blev både Örnen och Jacob Bagge kadettfartyg. De utrangerades slutligen 1947 och användes därefter som skjutmål.

## Klassens fartyg
| Fartyg      | Varv                          | Sjösatt          | Levererad        | Utrangerad       | Öde                                   | Bild |
| ----------- | ----------------------------- | ---------------- | ---------------- | ---------------- | ------------------------------------- | ---- |
| Örnen       | Lindholmen mekaniska verkstad | 6 augusti 1896   | 6 april 1896     | 13 juni 1947     | Sänkt som skjutmål 1950               |      |
| Jacob Bagge | Kockums                       | 30 april 1896    | 23 november 1898 | 13 juni 1947     | Skrotad 1951                          |      |
| Claes Horn  | W. Lindberg                   | 9 februari 1898  | 7 augusti 1898   | 10 december 1923 | Skrotad 1924                          |      |
| Psilander   | Finnboda varv                 | 25 november 1899 | 6 augusti 1900   | 1 juli 1937      | Sänkt som skjutmål den 3 augusti 1939 |      |
| Claes Uggla | Bergsunds mekaniska verkstad  | 9 december 1899  | 28 november 1900 | -                | Förlist den 30 augusti 1917           |      |